# Tricarpelema brevipedicellatum
Tricarpelema brevipedicellatum är en himmelsblomsväxtart som beskrevs av Robert Bruce Faden. Tricarpelema brevipedicellatum ingår i släktet Tricarpelema och familjen himmelsblomsväxter.
Artens utbredningsområde är Vietnam. Inga underarter finns listade.